# موژن
موژن (به فرانسوی: Mougins) (تلفظ می‌شود [muʒɛ̃]; اکسیتان: Mogins) یک کمون در دپارتمان آلپ-ماریتیم در  جنوب شرقی کشور فرانسه است که در canton of Mougins واقع شده‌است.

## خصوصیات
موژن ۲۵٫۶۴ کیلومترمربع مساحت و ۱۷٬۸۸۴ نفر جمعیت دارد.

## نگارخانه

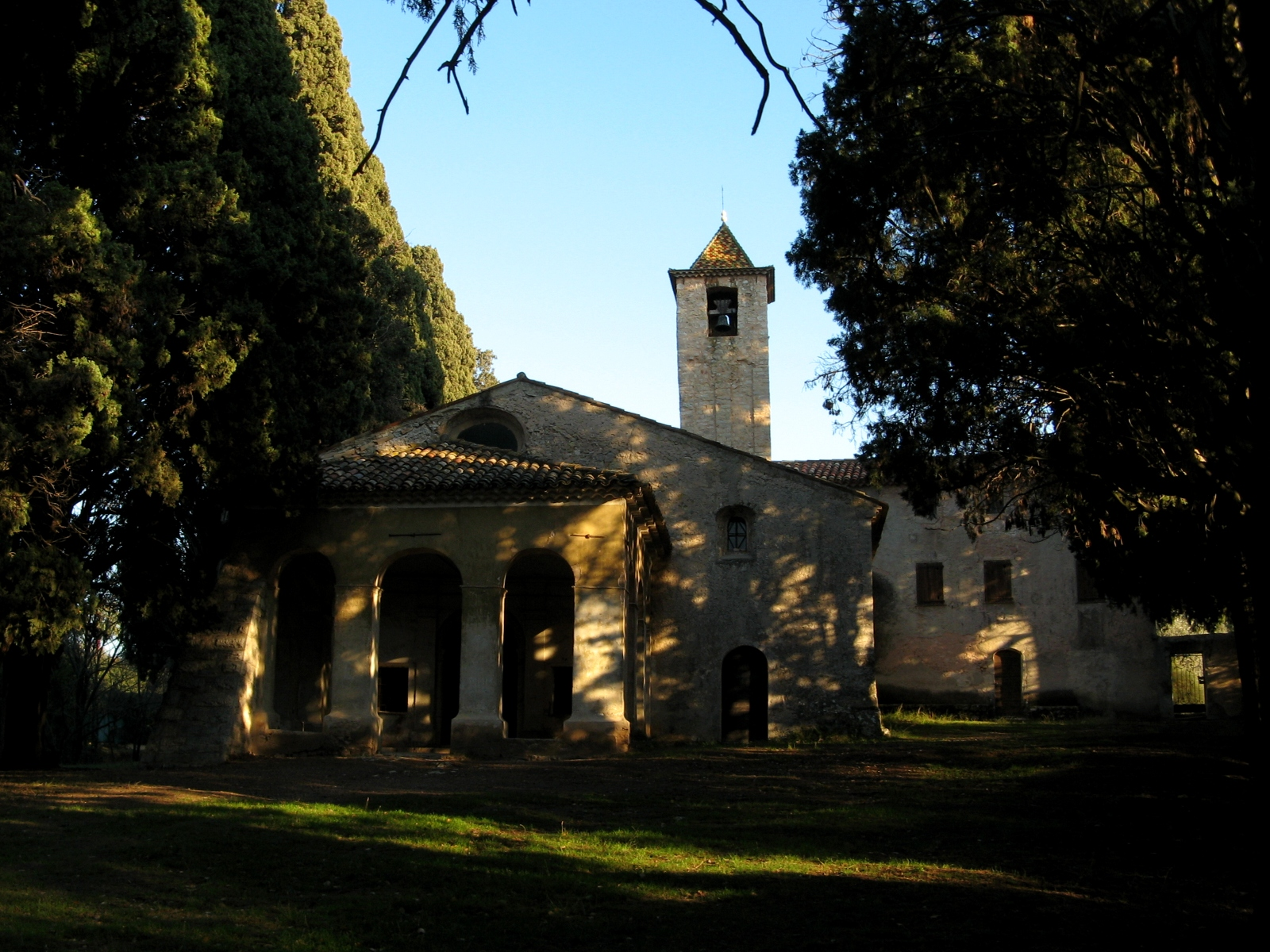
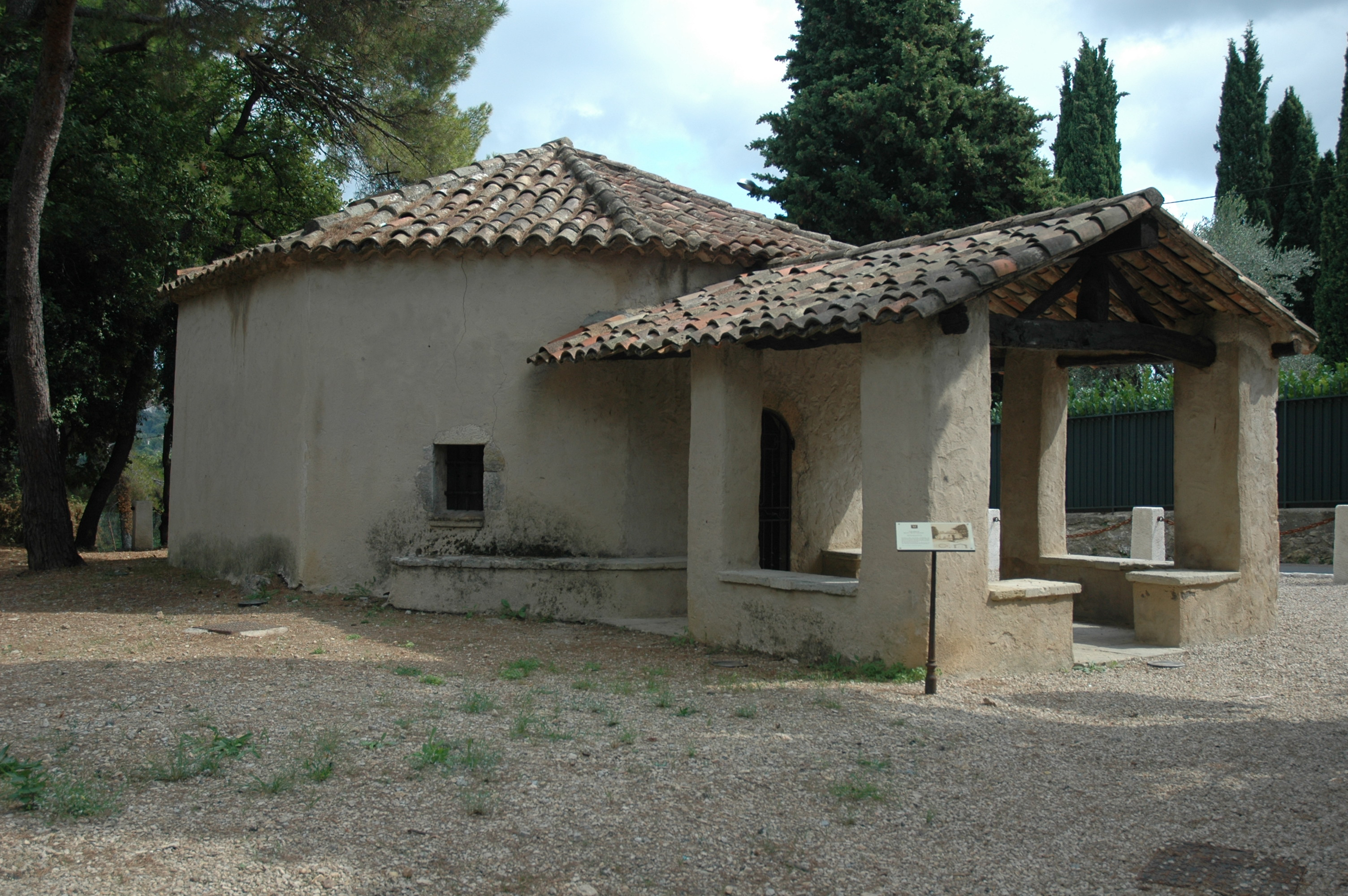
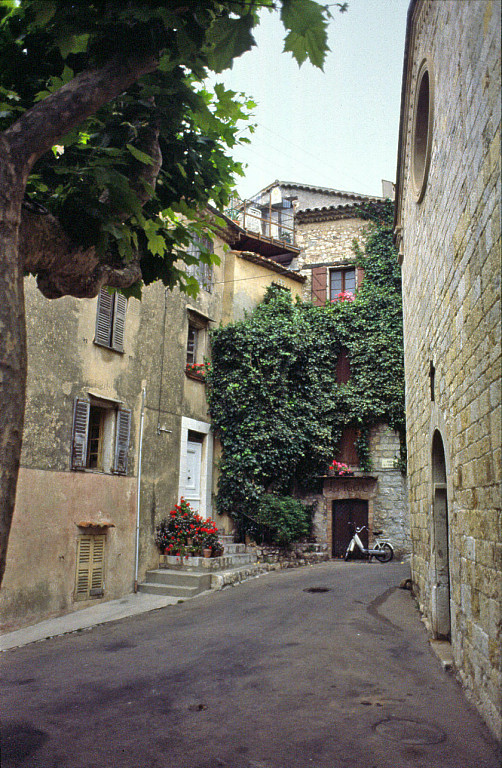
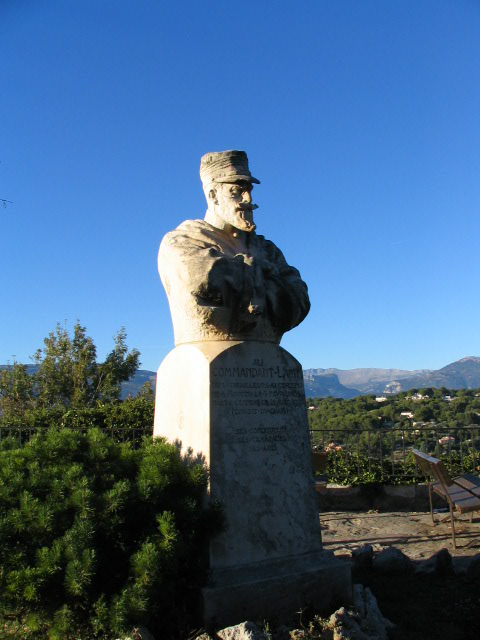